# Anselmus Boëtius de Boodt

Retrato de Anselmus Boëtius de Boodt, médico de cámara del emperador Rodolfo II, grabado que le dedica su amigo Aegidius Sadeler.

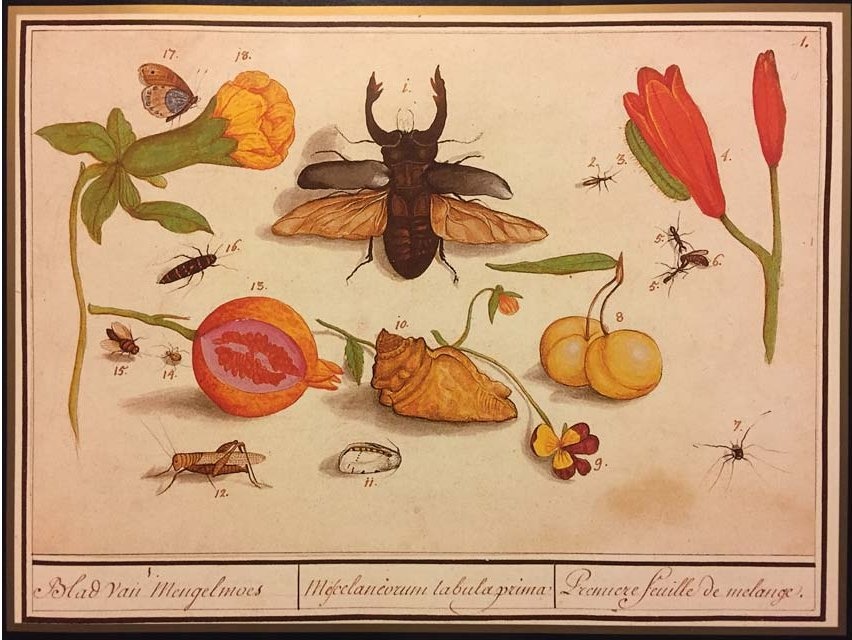
Escarabajo, flores, frutos y otros insectos. Historia naturalis, álbum VII, lámina 30.

Anselmus de Boodt, llamado Anselmus Boëtius de Boodt (Brujas, c. 1550-Brujas, 21 de junio de 1632) fue un humanista, mineralogista, médico, naturalista y jurista flamenco, médico de cámara del emperador Rodolfo II.
Junto con el alemán conocido como Georgius Agricola, De Boodt fue responsable de establecer la mineralogía moderna. De Boodt fue un ávido coleccionista de minerales que viajó mucho por varias regiones mineras en Alemania, Bohemia y Silesia para recolectar muestras. Su trabajo definitivo sobre el tema fue Gemmarum et Lapidum Historia (1609). De Boodt también fue un hábil dibujante que hizo muchas ilustraciones de historia natural y desarrolló una taxonomía de historia natural.

## Biografía
Tras estudiar en las universidades de Lovaina, Orleans y Padua y licenciarse en ambos derechos obtuvo plaza de consejero en el ayuntamiento de Brujas, donde permaneció de 1580 a 1583. Encargado de una misión en Alemania, entró al servicio de Rodolfo II como su médico de cámara y consejero. En Praga entró en contacto con el gabinete de curiosidades del emperador, que le iba a servir de base para iniciar sus estudios de mineralogía y gemología. En 1584 rehusó la canonjía de San Donato en Brujas por proseguir sus estudios y mantenerse alejado de la conflictiva situación que se vivía en su ciudad natal, ocupada por los calvinistas. Tras la muerte de Rodolfo II, en 1612, regresó a Brujas donde residió sus últimos años, en los que redactó una perdida composición en verso para la juventud, Le chemin de la vertu, y se entregó a prácticas piadosas.
A él se deben los comentarios de las empresas de los príncipes, marqueses y condes de toda Italia reunidas en el tercer volumen de los Symbola diuina et humana, publicado en Praga en 1603 tras la muerte de Jacobus Typotius, responsable de los comentarios recogidos en los dos primeros volúmenes de la obra. Ilustrada con grabados de Aegidius Sadeler, de ella salió una segunda edición en Ámsterdam en 1686 con el título Symbola varia diversorum principum, archiducum, ducum, comitum & marchionum totius Italiæ. En 1609 apareció en Hanau, ilustrado con grabados en madera, su estudio y catalogación de los minerales y rocas, Gemmarum et lapidum historia, primer estudio metódico dedicado al reino mineral atendiendo a aspectos como su precio, obtención, dureza y usos industriales y terapéuticos. Varias veces reimpresa y traducida al francés, fue la obra que más prestigio dio a su autor. El mismo año salió publicada en Fráncfort Florum, herbarum, ac fructuum selectiorum icones et vires, una colección de sesenta láminas sacadas del Hortus floridus de Crispijn van de Passe sin el nombre de su autor, a las que De Boodt añadió algunos versos.
Buen dibujante, completó sus estudios de zoología y botánica con sus propias acuarelas de animales y plantas reunidas en los doce álbumes de una Historia Naturalis hecha por encargo de Rodolfo II, con sus nombres en cinco idiomas y explicaciones en holandés, latín y francés.